# Comuna Valea Râmnicului, Buzău
Valea Râmnicului (în trecut, Bălțați) este o comună în județul Buzău, Muntenia, România, formată din satele Oreavu, Rubla și Valea Râmnicului (reședința). Satele comunei au suferit de-a lungul istoriei numeroase rebotezări, separări și comasări.

## Așezare
Ea se află imediat la sud de orașul Râmnicu Sărat, pe malul drept al râului Râmnicu Sărat. Este traversată în partea sa de vest (satul Oreavu) de șoseaua națională și europeană DN2, care leagă Buzăul de Râmnicu Sărat. La Oreavu, DN2 se intersectează cu mai multe șosele județene: ramura estică a lui DJ203A leagă comuna de alte așezări de pe malul drept al râului Râmnicului Sărat: Râmnicelu, Puiești și mai departe de Ciorăști și Măicănești (județul Vrancea, DN23); ramura vestică a aceluiași drum duce spre valea Câlnăului prin Grebănu și Murgești; în vreme ce DJ203H duce spre Topliceni și Buda, și mai departe spre nord către Dumitrești (Vrancea).

## Demografie
Componența etnică a comunei Valea Râmnicului
     Români (93,88%)
     Alte etnii (0,37%)
     Necunoscută (5,75%)
Componența confesională a comunei Valea Râmnicului
     Ortodocși (93,71%)
     Alte religii (0,25%)
     Necunoscută (6,04%)
Conform recensământului efectuat în 2021, populația comunei Valea Râmnicului se ridică la 5.180 de locuitori, în scădere față de recensământul anterior din 2011, când fuseseră înregistrați 5.425 de locuitori. Majoritatea locuitorilor sunt români (93,88%), iar pentru 5,75% nu se cunoaște apartenența etnică. Din punct de vedere confesional, majoritatea locuitorilor sunt ortodocși (93,71%), iar pentru 6,04% nu se cunoaște apartenența confesională.

## Politică și administrație
Comuna Valea Râmnicului este administrată de un primar și un consiliu local compus din 15 consilieri. Primarul, Marian Galbenu[*], de la Partidul Social Democrat, este în funcție din 2014. Începând cu alegerile locale din 2024, consiliul local are următoarea componență pe partide politice:
|  | Partid                    | Consilieri | Componența Consiliului | Componența Consiliului | Componența Consiliului | Componența Consiliului | Componența Consiliului | Componența Consiliului | Componența Consiliului | Componența Consiliului | Componența Consiliului | Componența Consiliului | Componența Consiliului |
|  | ------------------------- | ---------- | ---------------------- | ---------------------- | ---------------------- | ---------------------- | ---------------------- | ---------------------- | ---------------------- | ---------------------- | ---------------------- | ---------------------- | ---------------------- |
|  | Partidul Social Democrat  | 11         |                        |                        |                        |                        |                        |                        |                        |                        |                        |                        |                        |
|  | Alianța Dreapta Unită     | 2          |                        |                        |                        |                        |                        |                        |                        |                        |                        |                        |                        |
|  | Partidul Național Liberal | 1          |                        |                        |                        |                        |                        |                        |                        |                        |                        |                        |                        |
|  | Partidul S.O.S. România   | 1          |                        |                        |                        |                        |                        |                        |                        |                        |                        |                        |                        |

## Istorie
La sfârșitul secolului al XIX-lea, comuna purta numele de Bălțați, făcea parte din plasa Râmnicul de Sus a județului Râmnicu Sărat și era formată din cătunele Bălțați și Rubla (divizat pe atunci în Rubla Mare și Rubla Mică). În comună funcționau 5 mori de apă, 2 cu aburi, 2 biserici — una la Bălțați, ridicată de locuitori în 1865 și alta în Rubla, ridicată în 1867 de locuitori, ambele la inițiativa preotului Ștefan Roșescu  — și o școală mixtă cu 56 de elevi. În anul 1925, Anuarul Socec consemnează comuna ca fiind formată din 3 sate distincte — Bălțați, Rubla Mică și Rubla Mare — în plasa Orașul a aceluiași județ, cu 1879 de locuitori.
În 1950, comuna a trecut la raionul Râmnicu Sărat din cadrul regiunii Buzău și apoi (după 1952) din cadrul regiunii Ploiești. După război, au apărut satele Bălțații Noi, vechiul sat Bălțați devenind Bălțații Vechi, și comunei i s-a alipit și satul Dărâmați, fost în comuna Zgârciți. În 1964, comuna a luat numele de Valea Râmnicului, satul Bălțații Vechi a devenit Valea Râmnicului, Dărâmați a devenit Oreavu, iar Bălțații Noi a devenit Satu Nou. Patru ani mai târziu, în 1968, la revenirea la organizarea administrativă pe județe, județul Râmnicu Sărat nu a mai fost reînființat, iar comuna a devenit parte a județului Buzău. Tot atunci, satele Rubla Mică și Rubla Mare s-au unit, formând satul Rubla, iar Satu Nou a fost inclus în satul Valea Râmnicului.

## Monumente istorice
Patru obiective din comuna Valea Râmnicului sunt incluse pe lista monumentelor istorice din județul Buzău ca monumente de interes local, toate fiind clasificate drept situri arheologice. Primul este așezarea din epoca migrațiilor (secolele al IV-lea–al VI-lea) descoperită la nord-est de Oreavu, pe terasa înaltă a râului Râmnicu Sărat. Un al doilea sit, aflat în punctul „Movila Miresii” de lângă satul Rubla include o așezare neolitică din mileniile al VI-lea–al V-lea î.e.n., una din perioada Halstatt (secolele al XII-lea–al V-lea î.e.n.), și una aparținând culturii Cerneahov din epoca migrațiilor, secolul al IV-lea e.n. Al doilea sit de la Rubla, aflat de-a lungul șoselei către Sălcioara cuprinde o așezare și o necropolă neolitică (mileniile al VI-lea–al V-lea î.e.n.), o așezare și o necropolă din Epoca Bronzului (mileniile al III-lea–al II-lea î.e.n.) vestigii din perioada Halstatt, și o așezare și o necropolă din epoca migrațiilor (secolele al IV-lea–al V-lea e.n.). Ultimul sit, cel de la Valea Râmnicului, cuprinde o așezare din epoca bronzului târziu (mileniul al II-lea î.e.n.), una din perioada Halstatt, una din cultura geto-dacică a perioadei Latène, vestigii din epoca migrațiilor (secolele al III-lea–al IV-lea e.n.), precum și o așezare și o necropolă din aceeași epocă.

## Persoane născute aici
- Constantin Panaitiu (1888 - 1958), general în al Doilea Război Mondial;
- George Baiculescu (1900 - 1972), istoric, critic literar, publicist, editor.
- Ion Ștefan Baicu (n. 1934), istoric, profesor universitar.